# オブリヴィオン・ダスト
オブリヴィオン・ダスト（Oblivion Dust）は、日本のロックバンド。略称はオブリ、OD。

## メンバー
- KEN LLOYD：ボーカル （ギター）
  - 1976年3月25日生まれ。
  - 解散後はINORAN（LUNA SEA）とFAKE?を結成（後にINORANは脱退）、ATOM ON SPHERE参加。
- K.A.Z：ギター
  - 本名・岩池一仁、1968年10月11日生まれ、血液型・O型。 並行してhide with Spread Beaverへ参加し、解散後はSpin Aquaで活動しつつhydeに請われプロデューサーを務める。その後HYDE BANDに参加。2008年4月1日、HYDEとのユニットVAMPSを結成[1]し、2017年12月末より活動休止中。
- RIKIJI：ベース
  - 本名・増田力司、1971年1月11日生まれ、血液型・A型。ヴィジュアル系バンドThree Eyes Jack（当時の名義は「CHACHAMARU（茶々丸）」）やMEGA 8 BALLを経て参加。解散後はMEGA 8 BALLへ復帰。2018年1月現在、MEGA 8 BALLは休止中。2017年、IMOCD!を結成。

### サポートメンバー
- yuji：ギター
  - MEGA 8 BALLに所属しており、RIKIJI経由で参加。現在はオブリヴィオン・ダストのサポートギターとして活動しており、RIKIJIと一緒に土屋アンナのサポートも行っている。
- ARIMATSU：ドラムス
  - 本名：有松博。通称Arly（アーリー）。特撮のドラマーとして活動し、RIKIJIの紹介により2011年から参加。その他、RIKIJIから紹介を受けたK.A.Z経由にて、VAMPSのサポートもしており、VAMPS結成後しばらくしてから参加。
- NAKAYAMA：マニピュレーター
  - オブリヴィオン・ダスト、SEKAI NO OWARIで活動。バイク好き。

### 過去のサポート・メンバー
- Ju-ken （ジューケン）：ベース
  - NITROを経て参加し、解散後はCRAVE、Gacktjobへ参加。サポートとして布袋寅泰、土屋アンナ等多くのアーティストのライブでベースを弾いている。なおKEN LLOYD曰く「解散しなければ正式メンバー」だった。
- PABLO：ギター
  - Pay money To my Painに所属しており、KEN LLOYD（FAKE?）経由で参加。FAKE?とは2003年頃からのサポート関係。復活ライブのResurrected（2007）〜2012年までサポートを勤めた。
- 有松益男：ドラム
  - KEN LLOYD（FAKE?）経由で参加。復活ライブのResurrected（2007）〜2010まで勤めた。

### 過去のメンバー
- TAKA：ドラムス
  - 1996年8月の結成から1998年7月31日まで所属。本名・本村隆充。別名Motm。元ADDICT OF THE TRIP MINDSのメンバー（現在は復帰）
- Derek Forbes：ベース
  - イギリスのニュー・ウェイヴバンドの大御所、シンプル・マインズを経て参加。
- Matt Garrett：ベース
- FURUTON：ドラムス
  - 本名・大古殿宗大（おおふるとん そうた）。宮崎県宮崎市出身。THE SPACE COWBOYSを経て参加。解散後はBUG、nil、Wild Wise Apesへ参加。首を痛めバンドを引退し、帰郷。現在は郷里の宮崎放送でディスクジョッキーも行っている。
- MASARU：ギター
  - Three Eyes Jack（当時は「MAY」）、pow-derを経て参加し、解散後はLED.を経てS.R.O.D、Karma Tribalへ参加。
- YUUKI：ギター
  - 脱退後は、THE HATE HONEYを経てはむつんサーブ  with Big Babyへ参加。
  - 2008年10月7日、アメリカ合衆国の歌手・マドンナのワールドツアー『Sticky & Sweet Tour』ニューヨーク市マディソン・スクエア・ガーデン公演にて前座を務めた。

## 来歴
1995年5月に前身バンドADDICT OF THE TRIP MINDSがメンバーの音楽性の違いで解散し、当時のドラマーの本村とベーシストDerek Forbesが新バンド結成を目指す。1995年の暮れにK.A.Zをギタリスト、1996年の初めにKEN LLOYDをボーカリストとして募り、結成。
ロサンゼルスにてRay McVeighをプロデューサーに迎え、1stアルバムのレコーディングに取り掛かるが、途中でDerekが脱退したため、サポート・メンバーとしてKoozie Johnsが1996年の中頃から年末まで加入。後にKoozieも脱退、Matt Garrettがベーシストとして加入。
この頃、hideの好意によりmotorodと契約、バンド名を現在の名前に変更。
1997年1月、1stシングル『SUCKER』でメジャー・デビュー。3月に2ndシングル『NUMB』をリリース。4月にはアメリカ西海岸ツアーを行う（10公演）。5月に3rdシングル『FALLING』を、6月に1stフルアルバム『LOOKING FOR ELVIS』をリリースする。7月にアメリカ西海岸へ戻り、もう10公演ライブを行った後、Mattが脱退。9月に日本で初のツアーを行う。
1998年1月に新ベーシストとしてRIKIJIが加入。同月にプロディジーの東京公演の前座を唯一務る。4月に再びアメリカ西海岸ツアーを行い、2枚のシングルを挟んだ後、7月に2ndアルバム『misery days』をリリース。8月に唯一のオリジナルメンバーであったドラマーの本村が脱退。11月に新ドラマーのFURUTONが加入。
1999年には4枚のシングルを、12月に3rdアルバム『REBORN』をリリース。この年は1年中ツアーを行っており、マリリン・マンソンとも共演を果たしている。
2000年に入り全国ツアーであるRebornツアーを敢行。5月に新曲の『S.O.S.』が日本版ミッション:インポッシブル2のサウンドトラックに収録され、同年にサマーソニックへの出演を果たす。この年は2枚のシングルを、11月に4thアルバム『BUTTERFLY HEAD』をリリース。12月23日の東京ベイNKホールのライブを最後にRIKIJIが脱退。
2001年1月、1998年9月からサポート・メンバーを務めていたMASARUが正式メンバーとして、サポートベーシストとしてJu-kenが加入したが、6月30日に解散。5年に満たない短い活動期間を終えることになる。8月に初のベストアルバム『RADIO SONGS〜Best of Oblivion Dust』をリリース。
2007年6月28日にFAKE?ライブで2daysライブを行う告知があり、9月8日、9月9日に解散以来6年振りのライヴを行う。9日のライヴ終了後、突如ステージ上のスクリーンにレコーディング風景の映像と「Oblivion Dust」「New Album（をレコーディング中）」「coming soon」の文字が流れ、事実上の活動再開を発表。
2008年1月23日、約7年振りとなるアルバム『OBLIVION DUST』をリリース。2月には「OBLIVION DUST LIVE TOUR」を東名阪で敢行。2月16日、Shibuya O-Eastでのツアーファイナルで演奏された『Designer Fetus』のライブ映像がMySpaceで公開。5月11日、赤坂BLITZライブ開催を発表。しかし直前の5月4日、Oblivion Dustとして出演した「hide memorial summit」中、K.A.Zの『左足踵骨折』の為中止となった。12月2日・3日に赤坂BLITZにて開催。この年より、4月にK.A.ZがVAMPSとしての活動を本格化させていく。
2009年に入り「休止宣言」を出していたKEN LLOYDも宣言を撤回せざるを得なくなり、FAKE?のニューアルバム制作を始める。RIKIJIもMEGA 8 BALLの復帰と各メンバーのソロ活動が本格化されたことで、2009年初めに予定されていたニューアルバムの発売は延期、バンドとしての活動は休止状態が続いた。
2010年11月、活動再開。
2011年2月、SHIBUYA-AXにて2日間限定の復活ライブ「ASHES TO DUST 2011」を行う。3月にはオフィシャルファンクラブ「Club OVERDOSE」発足し、5月にFC限定ライブ開催。6～7月には3年振りの全国5都市ツアー「Re-creation tour 2011」（ツアーファイナル SHIBUYA O-EASTではUSTREAM配信）、さらには11月に2度目の全国ツアー「Roller Coastet Tour 2011」を決行。12月には2012年春リリースのアルバム収録予定曲「TUNE」がiTunes等にて先行配信され、併せて公式facebookがスタートした。
2012年4月11日、4年ぶり6枚目のアルバム『9 Gates For Bipolar』をリリースし、全国7都市ツアー「Static Sound Tour 2012」を開催する。続く8月2日、3日には「6IX」と銘打った過去にリリースされた6枚のアルバムから各3曲ずつ披露のライブを実施する。12月16日、ライブ「Winter Of Fireflies」（Shibuya O-EAST）にて締め括る。
2013年2月、「Club OVERDOSE MEMBER'S ONLY LIVE」を3日OSAKA MUSE、4日代官山UNITにFC限定ライブとして2年ぶりに開催する。3月には「Spirit Seeds」ライブツアーを実施し、5月には赤坂BLITZにて追加公演を行う。8月26日、27日にはライブ「H2O」（LIQUIDROOM）、12月25日にライブ「Torn Shadows」を実施する。
2014年2月、ライブツアー「Blood Red Stars」を3都市に渡り行い、3月には「Club OVERDOSE MEMBER'S ONLY LIVE」実施後、前述ライブツアーの追加公演を仙台で行う。5月11日には同月31日にクローズとなるSHIBUYA-AXにて「SAYONARA SHIBUYA-AX」、7月からは全国ツアー「Elements Tour 2014」を実施。11月には再結成後初のライブDVDをリリースし、12月は全国4ヶ所のQUATTROを巡る「Qhaos Tour 2014」を行った。2016年7月20日、4年ぶりの新作となるミニアルバム「DIRT」をリリース。
2018年4月には「hide 20th memorial super live」に出演。2017年末のVAMPSの活動休止に伴い、K.A.ZとKEN LLOYDを中心に曲作り、歌メロ作りなどを行い始める。
また、6月末から約2ヵ月の日程で全国17ヶ所のライブツアー「Tour 2018 Adrenaline – Come Get Your Fix」を開催。同年からライブで新曲が披露され始めるが、暫くの間音源化はされなかった。2022年、6年ぶりとなる新作ミニアルバム「Shadows」をリリースし、同作を引っ提げたツアー「”Plug In The Fuse” Winter Tour 2022 - 2023」を開催。ツアーファイナルとなった翌2023年1月21日のZepp Haneda公演は、公式You Tubeチャンネルにてライブ配信された。2024年現在でも、公演の一部分を除き、アーカイブは無料公開されている。
2024年5月31日、1年半ぶりの新曲「Swarm」がリリース。5月11日から開催されていた「“Swarm” Tour 2024」のライブ会場では、配信に先駆けてCD販売も行われた。配信限定シングルのリリースは、2011年12月の「Tune」以来、実に12年ぶりとなった。

## 年表
- 1996年
  - 8月、結成。
- 1997年
  - 1月22日、シングル「SUCKER」をリリースし、メジャー・デビュー。
  - 6月25日、1stアルバム「LOOKING FOR ELVIS」リリース。
- 1998年
  - 7月23日、2ndアルバム「Misery Days」リリース。
- 1999年
  - 8月、日本のボーカルバンドとしては初めて、韓国の音楽イベントへ招待される（悪天候の為中止）。
  - 12月26日、3rdアルバム「REBORN」リリース。
- 2000年
  - 11月22日、4thアルバム「BUTTERFLY HEAD」リリース。
  - 12月23日、東京ベイNKホールでのライブを最後に、ベースのRIKIJIが脱退。
- 2001年
  - 6月30日、解散。
  - 8月8日、ベスト・アルバム「RADIO SONGS〜Best Of OBLIVION DUST」リリース。
- 2007年
  - 9月8日、9月9日に解散以来6年振りのライヴを行う。
- 2008年
  - 1月23日、5thアルバム「OBLIVION DUST」リリース。
  - 2月、「OBLIVION DUST LIVE TOUR 2008」開催。
  - 2月16日、 Shibuya O-EASTのライブ映像をMySpaceで公開。
  - 5月4日、東京味の素スタジアムにて開催されたhide memorial summitに出演。
  - 5月11日、上記イベントにてK.A.Zが負傷したため、予定していたライブを中止。
  - 11月11日、ラウドミュージックの一大イベントTASTE OF CHAOSに出演。
  - 12月2日・12月3日、赤坂BLITZにてK.A.Z負傷から復帰後、初となるワンマンライブを行う。
- 2010年
  - 11月、活動再開宣言
- 2011年
  - 2月、「ASHES TO DUST 2011」（SHIBUYA AX 2days）
  - 3月、オフィシャルファンクラブ「Club OVERDOSE」発足
  - 6月、全国ツアー「Re-creation tour 2011」
  - 11月、2度目の全国ツアー「Roller Coastet Tour 2011」
  - 12月、facebookスタート
- 2012年
  - 4月11日、6thアルバム「9 Gates For Bipolar」リリース
  - 4月24日、全国ツアー「Static Sound Tour 2012」
  - 8月2日、「6IX」（shibuya duo MUSIC EXCHANGE 2days）
  - 12月16日、「Live 2012 ive 2012 Winter Of Fireflies」
- 2013年
  - 2月、FC限定ライブ「Club OVERDOSE MEMBER'S ONLY LIVE」
  - 3月、ライブツアー「Spirit Seeds」
  - 5月4日、上記追加公演を東京にて開催
  - 8月26日・8月27日、「H2O」（LIQUIDROOM）
  - 12月25日、「Torn Shadows」（SHIBUYA-AX）
- 2014年
  - 2月、ライブツアー「Blood Red Stars」
  - 3月8日、FC限定ライブ「Club OVERDOSE MEMBER'S ONLY LIVE」（東京 TSUTAYA O-WEST）
  - 3月9日、上記追加公演を仙台にて開催
  - 5月11日、「SAYONARA SHIBUYA-AX」（SHIBUYA-AX（5月31日クローズ））
  - 7月、全国ツアー「Elements Tour 2014」
  - 11月、ライブDVDリリース
  - 12月、全国QUATTROツアー「Qhaos Tour 2014」
- 2015年
  - 3月24日･3月26日、FC限定ライブ「Club OVERDOSE MEMBER'S ONLY LIVE」（東京・大阪）
  - 12月、ライブツアー「Live Graffiti」
- 2016年
  - 1月2日〜、Date FMにて、レギュラーラジオ番組「OBLIVION DUSTのIn My Radio Field」がスタート。
  - 7月20日、4年3ヶ月ぶりの新作となるミニアルバム「DIRT」をリリース。
  - 8月3日〜11日、「DIRT」を引っ提げたツアー「Dirty Heat Tour」を開催。
  - 12月16日〜、再結成以来最大規模となる全国ツアー「”I Hate Rock’n’ Roll” Tour 2016-17」を開催。
- 2017年
  - 1月15日、「”I Hate Rock’n Roll” Tour 2016-17」が終了。この日行われた新木場STUDIO COAST公演は後にパッケージ化され、さらに2020年にはOfficial YouTube Channelにて「In Motion」「Never Ending」「NO REGRETS」の固定映像が公開された。
  - 8月22日〜25日、「”Don’t Give A Fxxk” Tour 2017」
  - 12月9日〜20周年を締めくくる全20公演の全国ツアー「20th Anniversary ”Zodiac Way” Tour 2017-18」を開催。この時点で最も公演数の多いツアーとなった。
- 2018年
  - 4月28日、「hide 20th memorial SUPER LIVE 『SPIRITS』」に出演。
  - 5月4日、「Live 2018 “Sucker Punch”」開催。
  - 6月30日〜8月26日、「Tour 2018 “Adrenaline” - Come Get Your Fix -」開催。
  - 12月2日〜、「US Against Them Tour 2018-19」開催。平成最後のツアーとなった。
- 2019年
  - 1月9日、ギターのK.A.Zが左手首を骨折し、「US Against Them Tour 2018-19」の後半5公演に出演ができなくなったことが発表される。
  - 3月30日、レギュラーラジオ番組「OBLIVION DUSTのIn My Radio Field」が終了。
  - 7月6日〜9月1日、K.A.Z不在の中、「”Gods Of The Wasteland” Tour 2019」を開催。
- 2020年
  - 1月25日、「Live 2020 - Synched Up -」にてK.A.Zが復帰。本公演以降、新型コロナウイルスが猛威を振るい、ライブ活動ができない状況となる。
  - 4月、「Live 2020 - Synched Up - 」公演の一部がYoutubeで公開される。
- 2021年
  - 3月21日〜4月4日、東名阪Zepp公演「LIVE 2021 - ELIXIR FIXER - 」を開催。コロナ禍が始まって以来初のライブとなった。
  - 8月22日〜9月11日、「Tour 2021 “Metanoia”」を開催。同年春に行われた東名阪ツアーとは1曲も被らないセットリストが披露された。最終日には、2022年春にLive DVDをリリースすることが発表される。
  - 12月21日、Zepp Tokyoでのラストライブ「Live “SAYONARA Zepp Tokyo”」を開催。
- 2022年
  - 1月22日、「”No Quarter” Live 2022」
  - 8月、予定されていたLive DVDのリリースの中止を発表。下旬〜「Tour 2021 “Metanoia”」東京公演の映像を毎週1曲ずつ、YouTubeにて公開。
  - 10月22日、KEN LLOYDのレギュラーラジオ番組「KEN LLOYDの “Night Owls”」にて、新曲「Everyday Negative」をオンエア。
  - 11月1日、6年ぶりの新作となるミニアルバム「Shadows」配信を開始。11月30日にCDをリリース。
  - 11月20日〜、「25th Anniversary “Plug In The Fuse” Winter Tour 2022 - 2023」開催。
- 2023年
  - 8月2日〜3日、ゲストバンドを迎えた2マン形式での対バンライヴ「Electric Mirror」をSpotify O-EASTにて二日間に渡り開催。初日はNewspeak、二日目はRED ORCAをゲストに迎えた。
  - 11月18日〜12月9日、「“Dystolumina” Winter Tour 2023」
- 2024年
  - 5月11日〜6月2日、「“Swarm” Tour 2024」開催。
  - 5月31日、配信シングル「Swarm」リリース。
  - 11月4日〜、「LIVE Tour 2024-2025 "Nexus"」開催。

## ディスコグラフィ

### シングル
|      | 発売日         | タイトル                  | 規格品番                | 備考                             |
| ---- | -------------- | ------------------------- | ----------------------- | -------------------------------- |
| 1st  | 1997年1月22日  | SUCKER                    | CTCR-17011              | motorod                          |
| 2nd  | 1997年3月26日  | NUMB                      | CTCR-17016              | motorod                          |
| 3rd  | 1997年5月20日  | FALLING                   | CTCR-17023              | motorod                          |
| 4th  | 1998年3月25日  | THERAPY                   | CTCR-40000              | motorod                          |
| 5th  | 1998年5月20日  | TRUST                     | CTCR-40004              | motorod                          |
| 6th  | 1999年1月13日  | BLURRED                   | CTCR-40010 CTCR-24015   | motorod                          |
| 7th  | 1999年8月25日  | YOU                       | CTCR-40012              | motorod                          |
| 8th  | 1999年10月27日 | GOOD BYE                  | CTCR-40019              | motorod                          |
| 9th  | 1999年12月16日 | CRAZY                     | CTCR-40030              | motorod                          |
| 10th | 2000年7月12日  | FOREVER                   | CTCR-40039              | motorod                          |
| 11th | 2000年9月27日  | DESIGNER FETUS            | CTCR-40048              | motorod                          |
| 12th | 2008年8月27日  | GIRL IN MONO/BED OF ROSES | CTCR-40268              | motorod                          |
| 13th | 2011年12月14日 | TUNE                      | :初回生産限定盤 :通常盤 | iTunes/amazon/レコチョクフル配信 |

### ミニ・アルバム
|        | 発売日                                     | タイトル | 規格品番 | 規格品番  | レーベル     | 備考                                             |
| 初回盤 | 発売日                                     | タイトル | 通常盤   |           | レーベル     | 備考                                             |
| ------ | ------------------------------------------ | -------- | -------- | --------- | ------------ | ------------------------------------------------ |
| 1st    | 2016年7月20日                              | DIRT     |          | UICV-1071 | Virgin Music |                                                  |
| 2nd    | 2022年11月1日（配信） 2022年11月30日（CD） | Shadows  | SMC-1024 | SMC-1025  | SMC Records  | 初回盤CDには撮り下ろしフォトブックレットが付属。 |

### フル・アルバム
|      | 発売日         | タイトル                           | 規格品番                                 | 備考                                             |
| ---- | -------------- | ---------------------------------- | ---------------------------------------- | ------------------------------------------------ |
| 1st  | 1997年6月25日  | LOOKING FOR ELVIS                  | CTCR-17019                               | motorod                                          |
| 2nd  | 1998年7月23日  | misery days                        | CTCR-17043                               | motorod                                          |
| 3rd  | 1999年12月26日 | REBORN                             | CTCR-17066                               | motorod                                          |
| 4th  | 2000年11月22日 | BUTTERFLY HEAD                     | :初回生産限定盤 :通常盤                  | motorod                                          |
| Best | 2001年8月8日   | RADIO SONGS〜Best of Oblivion Dust | CTCR-17070                               | motorod                                          |
| 5th  | 2008年1月23日  | OBLIVION DUST                      | CTCR-14555/B（CD＋DVD） CTCR-14556（CD） | motorod                                          |
| 6th  | 2012年4月11日  | 9 Gates For Bipolar                | UPCH-20277                               | NAYUTAWAVE RECORDS （CD/デジタル配信[購入特典]） |

### 映像作品
|     | 発売日                       | タイトル                                      | 規格品番                      | 備考                                                  |
| --- | ---------------------------- | --------------------------------------------- | ----------------------------- | ----------------------------------------------------- |
| 1st | 1999年10月27日 2000年3月29日 | OVERDOSE                                      | CTVR-98005:VHS CTBR-92005:DVD | ライブ motorod                                        |
| 2nd | 2000年7月12日 2001年9月19日  | OBLIVION DUST THE VIDEO Oblivion Dust the DVD | CTVR-98007:VHS CTBR-92015:DVD | クリップ集 motorod                                    |
| 3rd | 2001年                       | THANK YOU & GOOD BYE～LAST TWO NIGHT          | VHS                           | ライブ motorod                                        |
| 4th | 2014年11月26日               | Roads To Oblivion 2011-2014                   | UIBV-10014:DVD                | ライブ映像・ドキュメンタリー ユニバーサルミュージック |

### その他
- VIDEO THERAPY （1999年4月3日） 非売品VHS
- Dear embryo （1999年） 非売品VHS
- hide TRIBUTE SPIRITS（1999年5月1日）「限界破裂」で参加。
- NEW MAXI SINGLE 00.9.27 OUT ! （2000年） 非売品MD CTCS-00202
- FOREVER （2000年12月23日） 非売品CD
- single collections（2001年12月27日） シングル・コレクション motorod CTCR-40101

## タイアップ一覧
| 使用年 | 曲名           | タイアップ                                           |
| ------ | -------------- | ---------------------------------------------------- |
| 2000年 | S.O.S.         | 映画『ミッション:インポッシブル2』エンディングテーマ |
| 2000年 | DESIGNER FETUS | テレビ東京系『JAPAN COUNTDOWN』エンディングテーマ    |
| 2000年 | PARASITE       | TOKYO FM『シドニーオリンピック』応援歌               |

## ヘビーローテーション/パワープレイ

### ラジオ
| 放送年 | 曲名    | ラジオヘビーローテーション/パワープレイ |
| ------ | ------- | --------------------------------------- |
| 1999年 | GOODBYE | FM-NIIGATA 1999年11月度パワープレイ     |

## ADDICT OF THE TRIP MINDS (前身バンド)
- 詳細はADDICT OF THE TRIP MINDSの項目を参照。

### ディスコグラフィ
アルバム
1. ADDICT OF THE TRIP MINDS （1994年8月25日、ポリスター）

## ミュージック・ビデオ
| 監督     | 曲名 |
| 井上哲央 | 「Never Ending」 |
| 北平誠治 | 「GIRL IN MONO」 |
| 田中力   | 「S.O.S」 |
| 福田忍   | 「FOREVER」 |
| A.T      | 「DESIGNER FETUS」 |
| 不明     | 「BLURRED」「CRAZY」「FALLING」「GOODBYE」「LULLABYE」「NUMB」「SUCKER (ENGLISH VERSION)」「SUCKER (JAPANESE VERSION)」「THERAPY」「TRUST」「YOU」 |